# Филлах-Ланд
Филлах-Ланд (нем. Bezirk Villach Land) — политический округ в Австрии. Центр округа — город Филлах. Округ входит в федеральную землю Каринтия. Занимает площадь 1.009,33 кв. км. Плотность населения 64 человек/кв.км.

## Административные деление

### Ярмарочные общины
1. * 1 Арнольдштайн (6 832)
2. * 2 Бад-Блайберг (2 753)
3. * 4 Нёч-им-Гайльталь (2 352)
4. * 5 Патернион (6 196)
5. * 6 Розегг (1 802)
6. * 7 Санкт-Якоб-им-Розенталь (4 467)
7. * 8 Треффен-ам-Оссиахер-Зе (4 279)
Штёкльвайнгартен
8. * 9 Фельден-ам-Вёртер-Зе (8 545)
Дещице
9. * 3 Финкенштайн-ам-Факер-Зе (8 198)

### Сельские общины
1. * 11 Арриах (1 554)
2. * 10 Африц-ам-Зе (1 519)
3. * 18 Вайсенштайн (3 107)
4. * 19 Вернберг (4 837)
5. * 12 Файстриц-ан-дер-Гайль (661)
6. * 13 Фельд-ам-Зе (1 188)
7. * 14 Ферндорф (2 492)
8. * 15 Фрезах (1 316)
9. * 16 Хоэнтурн (857)
10. * 17 Штоккенбой (1 743)